# Niedoradz (stacja kolejowa)
Niedoradz – stacja kolejowa w Niedoradzu w Polsce, województwie lubuskim, w powiecie nowosolskim, w gminie Otyń.

## Wymiana pasażerska
| Rok  | Wymiana pasażerska na dobę |
| ---- | -------------------------- |
| 2017 | 20-49                      |
| 2022 | 100-149                    |